# پدرسا دل پارامو
پدرسا دل پارامو (به اسپانیایی: Pedrosa del Páramo) یک شهرستان در اسپانیا است.